# Дональд Рамотар
Дональд Рабіндранат Рамотар (нар. 22 жовтня 1950) — гаянський політик, генеральний секретар урядової Народної прогресивної партії з 1997 року. Член парламенту у 1992—2011 роках. Президент Гаяни з 3 грудня 2011 до 16 травня 2016 року.

## Біографія
Народився 1950 року в селі Карія-Карія, що на річці Ессекібо. Його батько Сема Рамотар мав тартак, мати Оливкова Костянтина була домогосподаркою та виховувала дев'ятьох дітей. Освіту здобув у рідному селі в конгрегаціоналістській школі та школі Андрія Первозваного. Потім навчався у Державному технічному інституті, закінчив факультет соціальних наук в Інституті економіки Гаянського університету. Окрім того, навчався в СРСР.
Перше місце праці — батьківський тартак. У 1966-1975 роках працював у компанії Guyana Import Export Limited. У 1975—1983 — менеджером у штаб-квартирі Народної прогресивної партії, до лав якої вступив 1967. У 1983-1988 працював у журналі «Проблеми світу і соціалізму», а у 1988-1993 у складі міжнародного секретаріату Гаянського союзу працівників сільського господарства.
1979 року став членом ЦК НПП, а з 1983 — членом Виконавчого комітету. 1992 року став депутатом Національних зборів. 29 березня 1997, після смерті Чедді Джагана, був призначений генеральним секретарем НПП. У серпні 2008 року під час конгресу партії, був переобраний на цю посаду.
4 квітня 2011 був проголошений кандидатом від НПП на посаду президента. Був обраний одноголосно, після того як три інших кандидати відмовились від балотування.
На парламентських виборах 28 листопада 2011 урядова Народна прогресивна партія посіла перше місце, здобувши 32 місця з 65 у Національних зборах. Опозиційний Народний національний конгрес на чолі з Девідом Грейнджером здобув 26 місць.
11 травня 2015 року зазнав поразки на президентських виборах і 16 травня поступився своїм місцем Девіду Грейнджеру.
3 грудня 2011 Дональд Рамотар склав присягу як глава держави. 5 грудня 2011 присягу склав новий уряд на чолі з прем'єр-міністром Самуелем Гайндсом, який зберіг за собою цю посаду.
Дональд Рамотар одружений, має трьох дітей..